# Neuville-Bosc
Neuville-Bosc je francouzská obec v departementu Oise v regionu Hauts-de-France. V roce 2014 zde žilo 528 obyvatel.

## Poloha obce
Obec leží u hranic departementu Oise s departementem Val-d'Oise, tedy i u hranic regionu Hauts-de-France s regionem Île-de-France. Sousední obce jsou: Haravilliers (Val-d'Oise), Chavençon, Hénonville, Ivry-le-Temple, Monneville a Monts.

## Vývoj počtu obyvatel
Počet obyvatel